# Tommaso Accardo
Tommaso Accardo (Gibellina, 26 marzo 1939 – Mentana, 30 settembre 2023) è stato un attore e personaggio televisivo italiano.
Era conosciuto in televisione anche come Tommasino.

## Biografia
In televisione lavorò sempre come comparsa nella pubblicità e nel cinema; si ricorda la sua apparizione nel ruolo di tifoso italiano nel film comico Mezzo destro mezzo sinistro - 2 calciatori senza pallone del 1985 con Gigi e Andrea. Le esperienze più significative che lo resero noto al pubblico furono il ciclo di spot per la tv girati con Fiorello e una parte nel film tv Nanà (egli era il suggeritore nella scena del teatro). Nel gennaio del 2001 debuttò in televisione nel nuovo varietà Stasera pago io, regia di Duccio Forzano, con Fiorello, Santo La Macchia e Andrea Tidona.
Accardo è morto a Mentana, dove viveva da tempo, il 30 settembre 2023.

## Filmografia

### Cinema
- Mezzo destro mezzo sinistro - 2 calciatori senza pallone, regia di Sergio Martino (1985)
- Sogno di una notte di mezza estate (A Midsummer Night's Dream), regia di Michael Hoffman (1999)
- Ma l'amore... sì!, regia di Marco Costa e Tonino Zangardi (2006)
- Tiramisù, regia di Fabio De Luigi (2016)

### Televisione
- Nanà, regia di Alberto Negrin - film TV (2001)
- Il mondo è meraviglioso, regia di Vittorio Sindoni - film TV (2005)
- Boris, regia di Giacomo Ciarrapico, Mattia Torre, Luca Vendruscolo - serie televisiva (3 episodi, 2008)

## Radio
- Viva Radio2... minuti, episodio del 29 gennaio 2008